# 項英
項 英（こう えい）は中国共産党の活動家。幼名は項徳竜、化名は江鈞、張成。

## 生涯

### 経歴
当初は労働組織担当、国共内戦が始まると政治および軍事指導者として活動した。中国共産党の中華ソビエト共和国時代には中央執行委員会副主席の地位に就いていた。
長征が開始された1934年10月、項は共産党長征軍が国民革命軍による包囲を突破するための引き延ばし作戦実施のために後方に留まった。項が江西に留まって国民革命軍に対するゲリラ作戦を展開している間に毛沢東を指導者とした共産党長征軍は延安を目指した。
1937年7月に日中戦争が勃発し、国民党と共産党による第二次国共合作が宣言されると、項のゲリラ隊は合法の戦闘部隊である新四軍の中核になった。この軍は日本軍の戦線の後方で軍事行動を行い、延安の共産党指導部と南京から重慶に移動した国民党指導部の両方から命令を受けるようになっていた。

### 最期
2つの指導部からの矛盾する命令は混乱を招き、最終的には皖南事変につながった。この事変において新四軍が国民党軍に攻撃された際、項は直属の者に金を運ばせたが、自身の副官の1人で新四軍の金資産担当の劉厚總に殺害された。劉は項と2人の将校を殺害すると金を持ち去り国民党に降伏したが、国民党は金を受取ると劉を投獄した。劉は後に自由を得たが1949年以後の消息は知られていない。
一部の歴史家は項英が毛沢東の決断力不足による犠牲者であると主張している。一方、毛沢東の支持者は国民党による潜在的脅威に対する項の誤解が野心とともに死をもたらしたと主張した（完全な解説はグレゴール・ベントン（Gregor Benton）のMountain Fires と New Fourth Armyを参照。ジョン・ハリデイとユン・チアンの『マオ 誰も知らなかった毛沢東』では皖南事変について全く異なる解説がなされ、毛沢東が彼が対抗者として認識していた項英を排除するために虐殺を企んだと示唆している。 これはありそうもない主張であり、毛沢東の怠慢に虐殺の部分的責任があったとするベントンの主張を拡大しながらも著者の2人は彼らの功績を守るためにベントンをしのぐ十分な情報源を引用していない）。

## 年譜
- 1920年 - 布工場労働争議指導。
- 1922年4月 - 包惠僧（zh）の紹介により中国共産党へ入党。
- 1923年 - 京漢鉄道のゼネラル・ストライキ指導に参加。
- 1924年 - 中国共産党中央労働運動委員会書記。
- 1925年 - 上海五・三〇事件指導に参加
- 1926年 - 武漢に戻り密かに党と労働組合の工作に従事、北伐軍が武漢占領後武漢労働組合ピケ隊総隊長
- 1928年7月 - 1930年9月中国共産党中央政治局常務委員。
- 1931年11月 - 中華ソビエト共和国中央執行委員会副主席に当選。
- 1934年1月 - 1938年9月中国共産党中央政治局常務委員。1934年紅軍主力長征後、中国共産党中央分局書記、軍区司令員兼政治委員、陳毅と南方遊撃戦を3年堅持。
- 1937年 - 新四軍副軍長兼政治委員、中共中央東南局書記。
- 1941年3月14日 - 皖南事変において自身の副官劉厚総に銃撃され死亡。